# Guildford Dudley

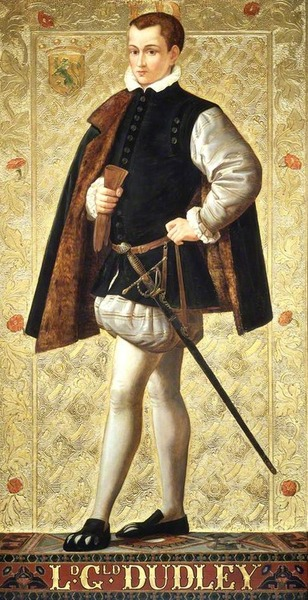
Guildford Dudley in einer Darstellung des 19. Jahrhunderts

Lord Guildford Dudley (manchmal auch Guilford; * um 1535; † 12. Februar 1554 in London) war ein englischer Adliger. Als Ehemann von Jane Grey beanspruchte er kurzzeitig die Position eines Royal Consort von England und Irland.

## Familie und Heirat
Er war der Sohn von John Dudley, 1. Duke of Northumberland, und Jane Guildford, und der jüngere Bruder von Robert Dudley, 1. Earl of Leicester.
Während der Herrschaft von Eduard VI. wurde Guildfords Vater nach der Hinrichtung des Lord Protectors Edward Seymour, 1. Duke of Somerset, Vorsitzender des Privy Councils. John Dudley fürchtete, dass mit Eduards Tod dessen katholische Halbschwester Maria Königin werden könnte. Er ließ darum die Thronfolge dahingehend ändern, dass Lady Jane Grey den Thron besteigen sollte, und verheiratete Jane mit seinem Sohn Guildford.

## Machtkampf und Hinrichtung
Nach Eduards Tod beeilte man sich, Jane Grey zur Königin zu proklamieren. Die Familien Grey und Dudley einigten sich darauf, auch Guildford zum König zu krönen, Jane wollte ihn jedoch nur zum Herzog von Clarence ernennen. Dies führte zu einer Verstimmung mit der Familie ihres Mannes.
Nach neun Tagen verlor jedoch Jane Grey den Machtkampf mit Maria I. Sie und ihr Mann wurden in den Tower of London gebracht, durften sich dort jedoch frei bewegen und residierten in den Gentleman-Gaolers-Gemächern.
Nach dem Aufstand unter Thomas Wyatt im Jahre 1554 wurden Jane und Guildford jedoch als Gefahrenpotential für zukünftige Aufstände angesehen. Nach einigem Zögern unterzeichnete Königin Maria die Todesurteile, auch über Janes Vater, den Herzog von Suffolk. Guildford wurde zum Tower Hill eskortiert und öffentlich hingerichtet. Sein Leichnam wurde in der Kapelle St Peter ad Vincula beigesetzt.
An der Wand des Tower of London befindet sich eine Eingravierung IANE (das J wurde erst ab dem 18. Jahrhundert verwendet), es wird vermutet, dass dies von Guildford eingraviert wurde. Es könnte damit jedoch auch seine Mutter gemeint sein, die ebenfalls Jane hieß.